# Sayles Jenks Bowen
Sayles Jenks Bowen (* 7. Oktober 1813 in Scipio, Cayuga County, New York; † 16. Dezember 1896 in Washington, D.C.) war ein US-amerikanischer Politiker. Zwischen 1868 und 1870 war er Bürgermeister der Stadt Washington.

## Werdegang
Im Jahr 1835 kam Sayles Bowen aus seiner New Yorker Heimat nach Washington, wo er im Handel arbeitete. Zwischen 1845 und 1848 war er für das US-Finanzministerium tätig. Diese Stelle verlor er wegen seiner radikalen Unterstützung der Bewegung zur Abschaffung der Sklaverei. Außerdem unterstützte er bei den Präsidentschaftswahlen des Jahres 1848 den früheren Präsidenten Martin Van Buren, der für die Free Soil Party kandidierte, und nicht den Demokraten Lewis Cass.
Im Jahr 1854 war Bowen ein Mitgründer der Republikanischen Partei. Zwischen 1866 und 1872 gehörte er dem Republican National Committee an. Außerdem war er in den Jahren 1868 und 1880 Delegierter bzw. Ersatzdelegierter zu den Republican National Conventions, auf denen Ulysses S. Grant sowie später James A. Garfield als Präsidentschaftskandidaten nominiert wurden. Nach dem Amtsantritt von Präsident Abraham Lincoln im März 1861 wurde Bowen zum Polizeibeauftragten für den District of Columbia ernannt. Im folgenden Jahr leitete er die dortige Steuerbehörde und 1863 wurde er Posthalter der Bundeshauptstadt. Politisch setzte er sich vehement für die Rechte der ehemaligen Sklaven ein.  Als diese 1868 erstmals bei einer Bürgermeisterwahl in Washington ihr Wahlrecht ausüben konnten, trugen sie entscheidend zum knappen Wahlsieg von Sayles Bowen bei.
Dieses Amt bekleidete er zwischen dem 8. Juni 1868 und dem 13. Juni 1870. Erwähnenswert ist, dass bis 1871 der Bürgermeister von Washington nicht den gesamten District of Columbia verwaltete. Die damals selbständige Stadt Georgetown stellte bis 1871 ihren eigenen Bürgermeister. Als Bürgermeister setzte sich Bowen massiv für die volle Rassenintegration ein. Seine Forderungen gingen weit über das damalige Politikverständnis der weißen Politiker, einschließlich des radikalen Flügels der Republikanischen Partei, hinaus. Er war mit seinen Ideen seiner Zeit um 100 Jahre voraus.  Dass er dabei auch noch städtische Gelder für die bei den Weißen unbeliebte Rassenintegration ausgab und damit die Verschuldung der Stadt in Kauf nahm, führte 1870 zu seiner Abwahl. Seine Partei schloss ein Bündnis mit den Demokraten, indem sie sich auf die Unterstützung von Matthew Gault Emery gegen Bowen einigten.
Nach dem Ende seiner Zeit als Bürgermeister war Sayles Bowen Präsident der Freedmen’s Aid Society und Kurator einiger Schulen für Afroamerikaner im Großraum Washington. Er starb am 16. Dezember 1896.